# Juan Hernangómez
Juan Alberto „Juancho“ Hernangómez Geuer (* 28. September 1995 in Madrid) ist ein spanischer Basketballspieler und Schauspieler, der bei Panathinaikos Athen unter Vertrag steht.

## Laufbahn
Juan Hernangómez begann seine Basketballlaufbahn im Jahre 2007 bei Las Rozas CB. Im Sommer 2009 wechselte der damals 13-Jährige zusammen mit seinem Bruder Willy Hernangómez in die Jugendakademie von Real Madrid. Nach nur einer Saison verließ er den Klub und ging zu Baloncesto Majadahonda, wo er zwei Spielzeiten verbrachte. Im Sommer 2012 wechselte Hernangómez schließlich in die Jugend von CB Estudiantes.
Am 13. Oktober 2013 feierte er in einem Ligaspiel gegen CB Málaga sein Profidebüt in der A-Mannschaft von CB Estudiantes, in jener Saison brachte er es auf insgesamt drei Einsätze im Profikader und bestritt den Rest der Spielzeit in der B-Mannschaft des Klubs. Ab der Saison 2014/15 gehörte er endgültig zum Profikader. Sein Durchbruch gelang Hernangómez in der Saison 2015/16, die er mit durchschnittlich 9,7 Punkten und 5,7 Rebounds beendete. Obwohl sein Klub nur den vorletzten Platz in der Meisterschaft belegte, wurde er für seine individuellen Leistungen zum besten Spieler der Liga unter 22 Jahren gewählt.
Im Sommer 2016 wechselte Hernangómez zu den Denver Nuggets, die ihn zuvor im NBA-Draft 2016 an der 15. Stelle ausgewählt hatten. Bei den Nuggets bestritt Hernangómez vier Spielzeiten, ehe er im Februar 2020 zu den Minnesota Timberwolves abgegeben wurde. Bei den Wolves spielte er mit 7,2 Punkten und 3,9 Rebounds in der Saison 2020/21 sein bestes Spieljahr. Im August 2021 wurde Hernangómez zu den Boston Celtics abgegeben, ehe er im Januar 2022 erst zu den San Antonio Spurs und im Februar 2022 zu den Utah Jazz weitergereicht wurde.
Ende Juli 2022 wurde er von den Toronto Raptors verpflichtet. Nach 42 Einsätzen für die Mannschaft, in denen der Spanier im Durchschnitt jeweils 2,9 Punkte und Rebounds erzielte, strich ihn Toronto Ende Februar 2023 aus dem Aufgebot.
Hernangómez wurde Ende Juli 2023 von Panathinaikos Athen verpflichtet. 2024 gewann er mit der Mannschaft die Euroleague sowie die griechische Meisterschaft.

### Nationalmannschaft
Hernangómez bestritt mit Spaniens U18-Nationalmannschaft die Europameisterschaft 2013, die Iberer beendeten das Turnier auf dem dritten Platz. Ein Jahr darauf war er Teil des Aufgebots für die U20-EM in der Griechenland, wo die Spanier erst im Endspiel durch ein 57:65 an der Türkei scheiterten. In jenem Turnier spielte er an der Seite seines ein Jahr älteren Bruders Willy Hernangómez.
Bei der U20-Europameisterschaft 2015 erreichte Hernangómez mit den Iberern abermals das Endspiel, in dem man Serbien mit 64:70 unterlag. Er selbst brachte es auf durchschnittlich 14,2 Punkte und 8,5 Rebounds und wurde für seine Leistungen ins All-Tournament-Team gewählt.
Sein Debüt in der A-Nationalmannschaft feierte Hernangómez am 8. August 2017 im Zuge der Vorbereitung für die EM 2017 in einem Spiel gegen Tunesien. Er war Teil des Endrundenkaders der EM 2017 und gewann mit seiner Landesauswahl die Bronzemedaille. 2022 wurde er mit Spanien Europameister, im Endspiel gegen Frankreich war Hernangómez mit 27 Punkten bester Korbschütze und wurde als bester Spieler des Finals ausgezeichnet.

## Erfolge und Ehrungen
Vereinsmannschaften
- EuroLeague: 2024
- Griechischer Meister: 2024

Nationalmannschaft
- U20-Europameisterschaft 2015: Silber
- U20-Europameisterschaft 2014: Silber
- U18-Europameisterschaft 2013: Bronze
- Europameisterschaft 2017: Bronze
- Weltmeister 2019
- Europameister 2022

Ehrungen
- Bester U22-Spieler der Liga ACB: 2015/16
- Wahl ins All-Tournament Team der U20-Europameisterschaft 2015
- Bester Spieler des EM-Endspiels 2022
- All Euroleague Second Team: 2025

## Schauspielerkarriere
Hernangómez Debüt als Schauspieler war die Hauptrolle im Film Hustle, welcher im Juni 2022 auf Netflix erschien. Er spielt dort an der Seite von Adam Sandler die Rolle des Basketballers Bo Cruz.

## Familie
Hernangómez entstammt einer Basketballerfamilie. Sein Vater Guillermo Hernangómez Heredero war ebenfalls Profispieler und begann seine Karriere bei Real Madrid. Seine aus Deutschland stammende, jedoch in Sevilla geborene, Mutter Margarita Ivonne „Wonny“ Geuer bestritt 158 Spiele für die spanische Nationalmannschaft, mit der sie 1993 die Goldmedaille bei der Basketball-Europameisterschaft gewann. Sein älterer Bruder Willy Hernangómez ist ebenfalls Basketballspieler.

## Karriere-Statistiken

### NBA

#### Hauptrunde
| Saison  | Team                        | GP  | GS | MPG  | FG % | 3P % | FT % | RPG | APG | SPG | BPG | PPG |
| ------- | --------------------------- | --- | -- | ---- | ---- | ---- | ---- | --- | --- | --- | --- | --- |
| 2016–17 | Denver                      | 62  | 9  | 13.6 | .451 | .407 | .750 | 3.0 | 0.5 | 0.5 | 0.2 | 4.9 |
| 2017–18 | Denver                      | 25  | 3  | 11.1 | .387 | .280 | .833 | 2.2 | 0.5 | 0.2 | 0.1 | 3.3 |
| 2018–19 | Denver                      | 70  | 25 | 19.4 | .439 | .365 | .767 | 3.8 | 0.8 | 0.4 | 0.3 | 5.8 |
| 2019–20 | Denver / Minnesota          | 48  | 14 | 17.4 | .405 | .341 | .620 | 4.1 | 0.8 | 0.4 | 0.2 | 6.0 |
| 2020–21 | Minnesota                   | 52  | 6  | 17.3 | .435 | .327 | .619 | 3.9 | 0.7 | 0.4 | 0.1 | 7.2 |
| 2021–22 | Boston / San Antonio / Utah | 40  | 9  | 11.1 | .415 | .348 | .559 | 2.5 | 0.5 | 0.4 | 0.3 | 3.3 |
| Gesamt  | Gesamt                      | 297 | 66 | 15.7 | .428 | .351 | .681 | 3.4 | 0.6 | 0.4 | 0.2 | 5.4 |

#### Play-offs
| Saison  | Team   | GP | GS | MPG | FG % | 3P % | FT % | RPG | APG | SPG | BPG | PPG |
| ------- | ------ | -- | -- | --- | ---- | ---- | ---- | --- | --- | --- | --- | --- |
| 2018–19 | Denver | 5  | 0  | 2.9 | .333 | .500 | .000 | 0.6 | 0.0 | 0.0 | 0.0 | 0.6 |
| Gesamt  | Gesamt | 5  | 0  | 2.9 | .333 | .500 | .000 | 0.6 | 0.0 | 0.0 | 0.0 | 0.6 |